# Courant des Antilles

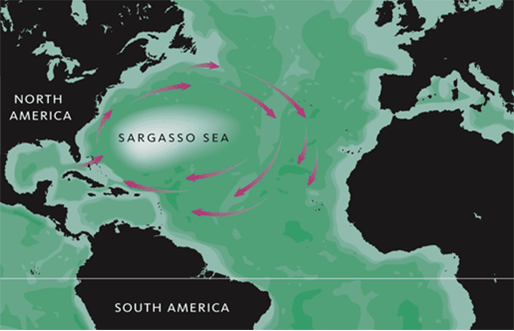
Courant des Antilles, Courant des Canaries, Gulf stream, Cartes des courants océaniques, Cartes de l'Atlantique Nord, Mer des Sargasses

Le courant des Antilles est un courant océanique chaud qui s'écoule vers le nord-ouest depuis les Antilles et rejoint le courant de Floride après les Bahamas. Ses eaux sont concentrées sur un fort courant de 80 à 100 km de large s'écoulant vers le nord-ouest.

## Sources